# Stanisław Mikołajewicz Kieżgajło
Stanisław Mikołajewicz Kieżgajło (ur. 1 poł. XVI wieku, zm. w 1555), stolnik wielki litewski, starosta raduński, później podczaszy wielki litewski, starosta mohylewski i tykociński, przedostatni z rodu Kieżgajłów.